# Malé Labe
Malé Labe (pol. Mała Łaba, niem. Kleine Elbe) – rzeka w Czechach, w Karkonoszach i na Podgórzu Karkonoskim (czes. Krkonošské podhůří), lewy dopływ Łaby (czes. Labe).
Wypływa 10 km na południowy wschód od źródeł Łaby, na zboczach Liščí hory, na wysokości 1363 m n.p.m. Płynie na południe równolegle do doliny Łaby. Przepływa przez Dolní dvůr, Horní, Prostřední i Dolní Lánov i we wsi Prosečné wpada do Łaby.
Długość – 34 km, powierzchnia dorzecza – 73,1 km², średni roczny przepływ u ujścia – 1,14 m³/s.
Dopływy:
- Husí potok (lewy)
- Kotelský potok (lewy)
- Pekelský potok (lewy)
- Mezilabský potok (prawy)